# António de Almeida Portugal
António de Almeida Portugal (c. 1640 - 10 de Dezembro de 1710), 2.º Conde de Avintes, foi um militar português.

## Biografia

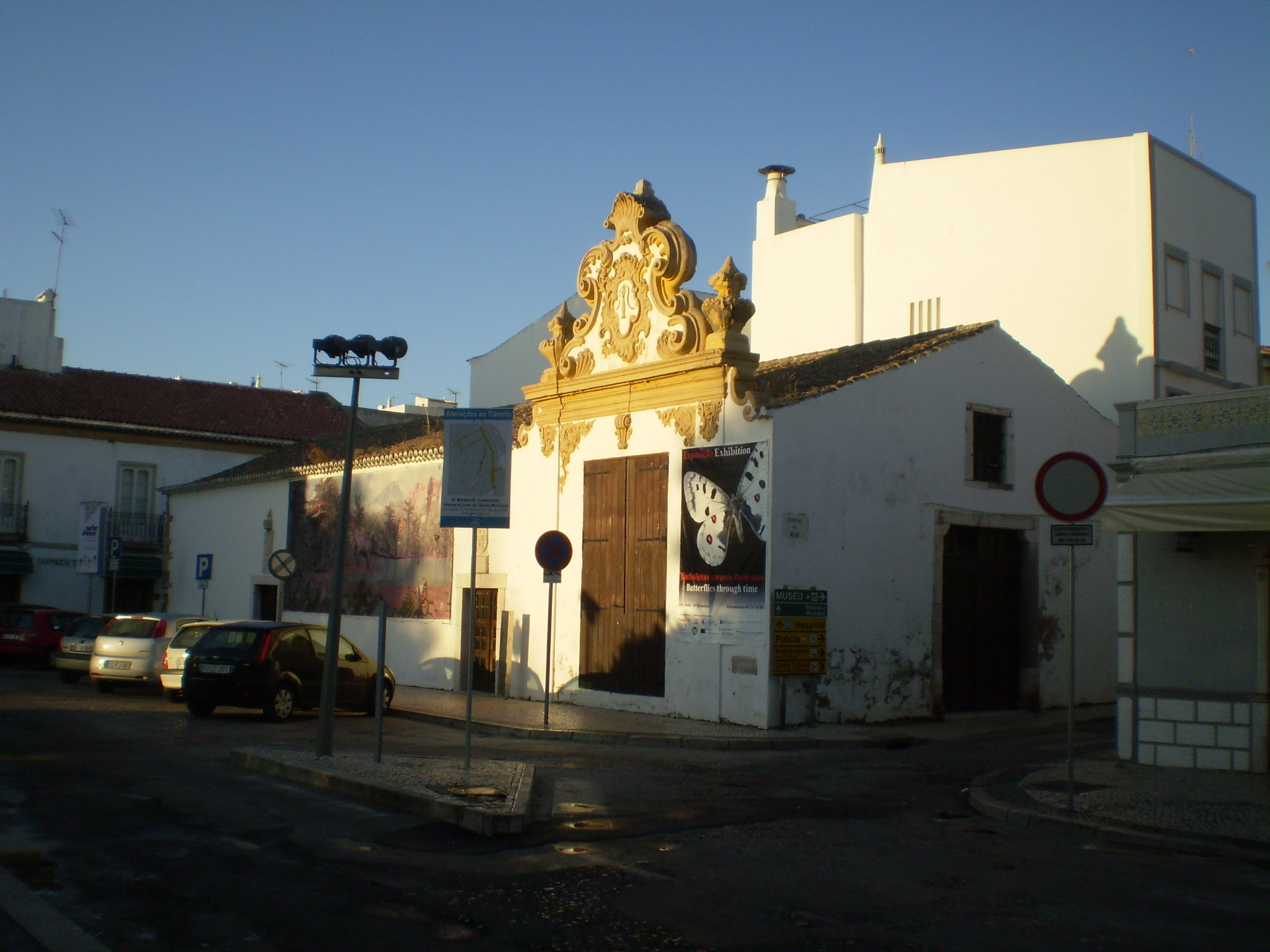
Armazém Regimental de Lagos, no Algarve.

Filho de D. Luís de Almeida Portugal, 1.º Conde de Avintes, e de sua mulher D. Isabel de Castro.
Diz a "Nobreza de Portugal e do Brasil'", Volume Segundo, página 355, que, ainda muito novo entrou como Capitão de Cavalaria na Guerra da Restauração, batendo-se na Acção do Ameixial, e, em 1659, esteve na Batalha das Linhas de Elvas. Teve vários postos no Exército, foi Tenente-General de Cavalaria do Reino do Algarve e Capitão-General e Governador do Reino do Algarve, tendo ordenado a construção de um armazém de pólvora em Portimão e o Armazém Regimental e a Casa do Espingardeiro em Lagos. Foi, igualmente, Provedor da Santa Casa da Misericórdia de Lagos em 1701 e em 1702. Na Guerra da Sucessão Espanhola foi, em 1705, nomeado Governador das Armas da Província de Trás-os-Montes e Alto Douro, e também exerceu as posições de Conselheiro de Estado e de Conselheiro da Guerra.
A 18 de Fevereiro de 1987, a Câmara Municipal de Lagos colocou o seu nome numa Rua da Freguesia de Santa Maria, no Concelho de Lagos.

## Casamento e descendência
Casou com D. Maria Antónia de Bourbon (1641 - Lisboa, Anjos, 18 de Janeiro de 1743), filha de D. Tomás de Noronha, 3.º Conde dos Arcos, irmão de D. Leão de Noronha, Bispo de Viseu, e de sua mulher D. Madalena de Brito e Bourbon, tendo como filhos e filhas: 
- D. Luís de Almeida Portugal, 3.º Conde de Avintes
- D. Isabel de Bourbon (c. 1670 - ?), casada com Pedro de Melo e Castro (c. 1665 - 16 de Janeiro de 1738), 2.º Conde das Galveias, com descendência
- D. Tomás de Almeida, 1.º Cardeal-Patriarca de Lisboa.
- D. Madalena de Bourbon (1671 - 10 de Julho de 1748), casada com D. Jorge Henriques (? - 21 de Fevereiro de 1734), 8.º Senhor das Alcáçovas, com descendência (ascendentes dos 9.º a 14.º Senhores das Alcáçovas e do 1.º Conde das Alcáçovas)
- D. Antónia de Bourbon (c. 1675 - ?), casada com Afonso de Meneses (c. 1670 - ?), 11.º Senhor de Ponte da Barca, sem descendência
- D. João de Almeida (Lisboa, c. 1675 - Lisboa, 8 de Dezembro de 1749), veador da Rainha D. Maria Ana de Áustria, comendador dos Fornos na Ordem de Santiago, Brigadeiro dos Exércitos de Sua Majestade Fidelíssima o Rei D. João V de Portugal e Governador da Fortaleza da Barra de Setúbal, casado com sua duas vezes parente afastada Joana Cecília de Noronha (c. 1680 - Janeiro de 1743), viúva sem geração de seu parente Manuel Jacques de Magalhães, 2.º Visconde de Fonte Arcada, filha de Fernando Jacques da Silva (Alenquer, Alenquer, c. 1650 - ?) e de sua mulher Sebastiana de Noronha Lobo (c. 1650 - ?), da qual teve catorze filhos e filhas: 
  - D. António de Almeida (16 de Novembro de 1711 - ?)
  - D. Maria Antónia de Bourbon (22 de Dezembro de 1712 - ?), religiosa no Mosteiro de Santa Clara, em Lisboa
  - D. Madalena Luísa de Bourbon (17 de Março de 1716 - ?), casada com Gonçalo Tomás Peixoto da Silva, Alcaide-Mor do Castelo de Lindoso, com descendência (ascendentes dos Alcaides-Mores do Castelo de Lindoso e do 1.º Visconde de Lindoso, 1.º Conde de Lindoso e 1.º Marquês de Lindoso e dos Senhores da Casa da Graciosa e do 1.º Visconde da Graciosa, 1.º Conde da Graciosa e 1.º Marquês da Graciosa)
  - D. Luís de Almeida (8 de Maio de 1717 - ?)
  - D. Vitória de Bourbon (5 de Abril de 1718 - ?), religiosa no Mosteiro de Santa Clara, em Lisboa
  - D. Tomás de Almeida (16 de Março de 1720 - ?)
  - D. José de Almeida (1721 - ?)
  - D. Teresa de Bourbon (15 de Agosto de 1724 - ?)
  - D. Francisco de Almeida (1 de Dezembro de 1726 - ?)
  - D. Catarina de Bourbon (10 de Novembro de 1727 - ?), casada com Gregório Ferreira de Eça, 11.º Senhor de Cavaleiros, com descendência feminina (mulher do 1.º Conde de Cavaleiros)
  - D. Mariana de Bourbon (6 de Julho de 1729 - ?), gémea com a anterior
  - D. Pedro de Almeida (6 de Julho de 1729 - ?), gémeo com a anterior
  - D. Antónia Rita de Almeida e Bourbon (Lisboa, Socorro, 15 de Março de 1732 - c. 1786), casada com Manuel Pedro da Silva da Fonseca (Alcobaça, Alcobaça, 14 de Dezembro de 1729 - a. 7 de Janeiro de 1800), Senhor da Casa de Alcobaça, com descendência (ascendentes dos Senhores da Casa de Alcobaça e do 1.º Barão de Alcobaça e 1.º Visconde de Alcobaça, do 16.º Senhor dos Coutos de juro e herdade e 1.º Conde dos Coutos, do 2.º Conde de Azevedo, do 5.º Visconde de Baçar, dos Senhores da Casa da Aveleda e do marido da 1.ª Condessa de Vila de Pangim e dos Pais de Sande e Castro Senhores do Morgado do Cabo)
  - D. Henrique de Almeida
- D. Jerónima de Bourbon (Lisboa, c. 1680 - Lisboa, 28 de Dezembro de 1719), casada com Francisco José de Sampaio e Castro (c. 1675 - Goa, Goa Norte, Ilhas de Goa, São Pedro, Palácio da Casa da Pólvora, 13 de Julho de 1723), Vice-Rei da Índia, com descendência
- D. Lourenço de Almeida, governador de Pernambuco e Governador de Minas Gerais
- D. Catarina de Bourbon (9 de Outubro de 1688 - ?), casada com Pedro Álvares Cabral (São Miguel, c. 1675 - Brasil), Senhor de Azurara e Alcaide-Mor do Castelo de Belmonte, Governador de Pernambuco
- D. Teresa de Bourbon (Lisboa, c. 1680 - Lisboa), casada primeira vez com Álvaro da Silveira de Albuquerque (c. 1660 - ?), Governador do Rio de Janeiro, sem descendência, e casada segunda vez com Diogo de Mendonça Corte-Real (Faro, 17 de Junho de 1658 - Lisboa, 9 de Maio de 1736), com descendência
- D. Fernando de Almeida e Silva (Lisboa, Encarnação, 27 de Maio de 1710 - Lisboa, Mercês, 27 de Abril de 1791), coronel de Infantaria na Praça de Castelo de Vide, comendador de Fornos e de Santo André de Esgueira, senhor do Morgado do Vale de Marelos, casado com D. Teresa de Lancastre de Baena Sanches Farinha (27 de Abril de 1703 - ?), com descendência (ascendentes do 1.º Conde de Oliveira dos Arcos e do 1.º Conde Pontifício de Almeida)
- D. Bernarda de Bourbon
- D. Maria de Bourbon, casada com António Xavier de Miranda Henriques (? - 5 de Junho de 1732), Senhor das Vilas de Carapito e Codiceiro, com descendência
- D. Helena de Bourbon